# Jack Harvey (attore)
Jack Harvey (Cleveland, 16 settembre 1881 – Los Angeles, 9 novembre 1954) è stato un attore, regista e sceneggiatore statunitense che lavorò soprattutto all'epoca del cinema muto.
Usò anche il nome di John J. Harvey.

## Filmografia

### Attore
- The Lighthouse Keeper, regia di Thomas H. Ince – cortometraggio (1911)
- The Willow Tree – cortometraggio (1911)
- Rescued by Wireless – cortometraggio (1912)
- Buttercups, regia di Frederick A. Thomson – cortometraggio (1913)
- Their Mutual Friend, regia di Frederick A. Thomson – cortometraggio (1913)
- Love's Sunset, regia di Frederick A. Thomson – cortometraggio (1913)
- The Ancient Order of Good Fellows – cortometraggio (1913)
- The Golf Game and the Bonnet, regia di George D. Baker – cortometraggio (1913)
- Bunny's Mistake, regia di George D. Baker – cortometraggio (1914)
- Love's Old Dream, regia di George D. Baker – cortometraggio (1914)
- Bunny's Birthday, regia di George D. Baker – cortometraggio (1914)
- Children of the Feud, regia di Ned Finley – cortometraggio (1914)
- A Change in Baggage Checks, regia di George D. Baker – cortometraggio (1914)
- The Chicken Inspector, regia di Wilfrid North e Wally Van – cortometraggio (1914)
- Her Great Scoop, regia di Maurice Costello e Robert Gaillord – cortometraggio (1914)
- Bunco Bill's Visit, regia di George D. Baker – cortometraggio (1914)
- The Old Fire Horse and the New Fire Chief, regia di George D. Baker – cortometraggio (1914)
- Mr. Bunny in Disguise, regia di George D. Baker – cortometraggio (1914)
- Miser Murray's Wedding Present, regia di Van Dyke Brooke – cortometraggio (1914)
- Bunny Buys a Harem, regia di George D. Baker – cortometraggio (1914)
- Mr. Bunnyhug Buys a Hat for His Bride, regia di George D. Baker – cortometraggio (1914)
- Mr. Bingle's Melodrama, regia di George D. Baker – cortometraggio (1914)
- Fogg's Millions, regia di Van Dyke Brooke – cortometraggio (1914)
- Bread Upon the Waters, regia di Wilfred North (Wilfrid North) – cortometraggio (1914)
- The Reward of Thrift, regia di Ned Finley e Tefft Johnson – cortometraggio (1914)
- La danzatrice degli dei  (The Devil Dancer), regia di Fred Niblo e H.B. Humberstone (1927)
- Lord Byron of Broadway, regia di Harry Beaumont e William Nigh (1930)
- Pueblo Terror, regia di Alan James (come Alvin J. Neitz) (1931)
- Headin' for Trouble, regia di J.P. McGowan (1931)
- Riders of the Golden Gulch, regia di Clifford Smith (1932)
- Il cardinale Richelieu (Cardinal Richelieu)
- La vita comincia con l'amore (Life Begins with Love), regia di Ray McCarey (1937)
- Il ragno nero (The Spider's Web), regia di James W. Horne, Ray Taylor (1938)
- Due marinai e una ragazza (canta che ti passa) (Anchors Aweigh), regia di George Sidney (1945)
- Googan – serie TV, Cameo Theatre (1950)
- Appointment in Samarra – serie TV, Robert Montgomery Presents (1953)

### Regista
- A Dog's Love – cortometraggio (1914)
- Shep's Race with Death – cortometraggio (1914)
- The Center of the Web – cortometraggio (1914)
- The Barrier of Flames – cortometraggio (1914)
- The White Rose – cortometraggio (1914)
- When Fate Rebelled – cortometraggio (1915)
- Shep the Sentinel – cortometraggio (1915)
- Check No. 130 – cortometraggio (1915)
- $1,000 Reward
- A Newspaper Nemesis – cortometraggio (1915)
- The Stolen Jewels – cortometraggio (1915)
- The Skinflint – cortometraggio (1915)
- The Undertow – cortometraggio (1915)
- Their One Love – cortometraggio (1915)
- Fairy Fern Seed – cortometraggio (1915)
- The Patriot and the Spy (1915)
- His Guardian Auto, co-regia di Arthur Ellery – cortometraggio (1915)
- The Flying Twins (1915)
- Mercy on a Crutch– cortometraggio (1915)
- A Message Through Flames– cortometraggio (1915)
- The Wolf of Debt (1915)
- The Unnecessary Sex – cortometraggio (1915)
- Getting His Goat – cortometraggio (1915)
- The Lords of High Decision (1916)
- The Doll Doctor – cortometraggio (1916)
- Held for Damages – cortometraggio (1916)
- When Thieves Fall Out – cortometraggio (1917)
- Kaiser's Finish, co-regia di Cliff Saum (1918)
- The Night of the Dub – cortometraggio (1919)
- Stick Around – cortometraggio (1920)
- The Woman Who Believed (1922)
- The Right Man (1925)
- Getting 'Em Right (1925)
- Keep Going (1926)
- No Babies Wanted (1926)

### Sceneggiatore
- When Fate Rebelled, regia di Jack Harvey – cortometraggio (1915)
- Kaiser's Finish, regia di Jack Harvey e Cliff Saum (1918)
- Strictly Dynamite, regia di Elliott Nugent (1934)
- Country Gentlemen, regia di Ralph Staub (1936)
- The Phantom of 42nd Street, regia di Albert Herman (1942)
- L'isola sconosciuta (Unknown Island), regia di Jack Bernhard (1948)
- È tempo di vivere (Let's Live a Little), regia di Richard Wallace (1948)
- Sfida all'ultimo sangue (Last of the Wild Horses), regia di Robert L. Lippert (1948)
- Grand Canyon, regia di Paul Landres (1949)
- La città sommersa (City Beneath the Sea), regia di Budd Boetticher (1953)